# Admirabile signum
Admirabile signum (pol. Godny podziwu znak) – list apostolski papieża Franciszka o wartości i znaczeniu bożonarodzeniowego żłóbka opublikowany 1 grudnia 2019.

## Historia
List został podpisany w sanktuarium w Greccio we Włoszech, podczas wizyty papieskiej, która miała miejsce 1 grudnia 2019.

## Treść
Już w akapicie wstępnym papież podkreśla, iż jego intencją jest przypomnienie i promocja tradycji przygotowywanie szopki z okazji uroczystości Bożego Narodzenia, która jest elementem wprowadzającym w kontemplację tajemnicy Wcielenia Pańskiego. Rozpoczynając swoje nauczanie dotyczące tradycji budowania szopek, papież przypomniał znaczenie łacińskiego słowa praesepium. Następnie podkreślił, iż szopki obrazują dokładnie to, co zostało opisane w Ewangeliach kanonicznych. Pierwszym cytowanym ojcem Kościoła jest św. Augustyn, który w jednej ze swoich mów miał wyrazić się: „W żłobie położony stał się pokarmem naszym”. Odwołują się do średniowiecznych Źródeł franciszkańskich, papież opisał moment zrodzenia się tradycji powiązanej z osobą Franciszka z Asyżu, który po powrocie z Ziemi Świętej, zapragnął zainscenizowań wydarzenie betlejemskie. Stało się to 25 grudnia 1223 roku. Inspiracją dla Biedaczyny mogły być też freski, które zobaczył w bazylice Matki Bożej Większej na Eskwilinie w Rzymie. W następnych akapitach papież przedstawił teologię żłóbka oraz symbolikę poszczególnych jego elementów, m.in.: gwiaździstego nieba, nocy, ruin, aniołów, pasterzy, owiec, gór i strumieni, zamkniętych bram miasta oraz figur Dzieciątka, Józefa i Maryi Panny. Według papieża Franciszka szopka jest istotnym narzedziem ewangelizacyjnym.

## Symbolika elementów żłóbka
W liście apostolskim papież Franciszek przedstawił symbolikę szeregu elementów przedstawianego w szopce wydarzenia.
| Element/figura                                                          | symbolika                                                    |
| ----------------------------------------------------------------------- | ------------------------------------------------------------ |
| Gwiaździste nocne niebo                                                 | życie ludzkie pośród którego rozbłyska światło Boże          |
| Światła                                                                 | przychodzący Mesjasz                                         |
| Ruiny budynków                                                          | upadła ludzkość, stary świat                                 |
| Figurki ubogich                                                         | nadzieja i godność wydziedziczonym, usuniętych na margines   |
| Pałac Heroda z zamkniętymi bramami                                      | wezwanie do otwarcia się na ubogich                          |
| Figurki postaci nie opisanych w Nowym Testamencie, postacie współczesne | misterium Chrystusa dotyczy całego stworzenia, każdego czasu |
| Postać Maryi Panny                                                      | niepokalaność, czystość, gotowość do dzielenia się wiarą     |
| Postać św. Józefa z lampą i laską                                       | troska, czuwanie, gotowość                                   |
| Figurka Dzieciątka                                                      | miłość Boża dla każdego, Bóg wkracza w świat                 |
| Mędrcy-królowie                                                         | każdy może przyjść, podziw dla tajemnicy                     |
| Złoto                                                                   | królewskości Jezusa                                          |
| Kadzidło                                                                | boskość Jezusa                                               |
| Mirra                                                                   | człowieczeństwo Jezusa                                       |